# Aderus albofasciatus
Aderus albofasciatus es una especie de coleóptero de la familia Aderidae. La especie fue descrita científicamente por Maurice Pic en 1922.

## Distribución geográfica
Habita en la Península de Malaca.